# Forro (heráldica)

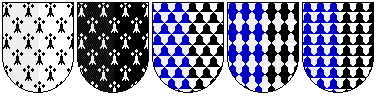
Forros:
armiño, contraarmiño, vero, contravero, vero derrivado

El forro o pana es un término de la heráldica que abarca dos tipos de esmalte (heráldica): el armiño y el vero, así como sus variantes, contra-armiño, contravero y otras numerosas variaciones del vero.
La cibelina o falso-armiño también es considerada como un forro, pero se encuentra sobre todo como un forrado de los mantos de los adornos del escudo. Se encuentra también en los campos cubiertos de "forro al natural".

## Historia
En el origen, el uso de forros para obtener ciertos efectos coloreados de los blasones parece haber sido una práctica frecuente.
Así, el "color" sable era, en un principio, un forro: era la cibelina de color negro (en ruso sobol del cual deriva sable), pero al final el sable ha terminado por ser considerado como un esmalte, la cibelina ha permanecido como un forro por sus motas (sinónimo de "falso armiño").

La etimología de gules permite pensar también en un forro primitivo. En heráldica, el término de "gules" designaba el color rojo que de hecho, se dice, que se utilizaba en las pieles de los gaznates de las martas. En cuanto al vero, reproducía los forros de la ardilla gris de Rusia con el vientre blanco y la espalda de gris azulada.
Los forros monocromáticos desaparecieron como forros heráldicos y no permanecen más que en las composiciones con motivos bicolores obtenidas por sembrados de motas como el armiño o la cibelina, o por "parchado" como el vero.

## Analogías entreforros y sembrados
Los forros siendo composiciones bicolores utilizan un metal y un esmalte, son calificados como ambivalentes y como tales, no están bajo la regla de contrariedad de los esmaltes.

Mota de armiño
Campanilla de vero

De hecho hay mucha diferencia entre campos sembrados de un pequeño mueble, como el "Francia antiguo" de azur sembrado de flores de lis de oro, y el armiño: de plata sembrado de motas de sable; o entre ciertos rebatimientos como los fuselados o los fretados y los innumerables veros. Y de hecho, los ejemplos citados funcionan frecuentemente como forros.
En los adornos exteriores, al contrario, los forros son representados al natural sobre los mantos o los tocados y bonetes. Las motas de armiño se representan por pequeñas motas de pelo negro ondulantes (flameados) y las formas acampanadas de los veros con límites menos geométricos y siguen las deformaciones del drapeado del tejido.